# 李發元
李發元（1594年—？），字元毓，號潞阳，直隸保定府高陽縣（今河北省高陽縣）人，明末清初政治人物。

## 生平
萬曆甲午年十一月初七日生，天啓四年（1624年）甲子科順天乡试舉人，崇禎七年（1634年），登甲戌科三甲一百九十三名進士，刑部观政，八年授山东青州府推官，丁忧，十一年（1638年）补授寧波府推官。明亡后歸附清朝，順治元年（1644年），改廣西道試監察御史，次年改兩淮巡鹽御史。

## 家族
高祖李师儒，山西布政司右参政。曾祖李东少，庠生，赠左柱國少師中極殿大学士。曾祖李東涵，庠生。祖李知新，选贡。父李应斗，恩荣官。侄子李玑，以叔發元蔭入国子监读书，历任太原府知府。
李發元二子：长子李琰，順治甲午鄉榜，任萬州知州；次子李琯，任富陽知縣。琰子百齡，康熙癸丑進士。孫居廣，康熙壬辰進士，任山東嶧縣令。胞弟居臨，同己卯鄉榜，任湖北房縣令。曾孫瞻峋，雍正己酉鄉榜。
族叔李國𣚴，崇祯時官吏部尚書、中極殿大學士。李國楹，廪生贈中書科中書舍人。從弟李震，壬子科舉人。李霮，刑部郎中。